# وايب أوت
وايب أوت هو برنامج مسابقات ترفيهي ذو طابع رياضي يعتمد على السرعة والقوة البدنية وعرض للمرة الأولى في الولايات المتحدة الأمريكية باسم wipeout، وهو من اختراع شركة إندمول أمريكا.
النسخة العربية من البرنامج انطلقت على قناة ام بي سي 1 في يوم السبت 11 نيسان حتى 27 حزيران 2009. قدمه كلٌ من الإعلامي السوري مصطفى الآغا والإعلامي المصري تامر عبد المنعم من الأستوديو، والمذيعة اللبنانية كارين دير كالوستيان التي ترافق المتبارين في موقع الألعاب في جميع مراحل البرنامج. الجائزة الكبرى المقدمة بلغ قدرها 100.000 ريال سعودي.
انتج البرنامج في الأرجنتين في استوديوهات شركة إندمول العالمية بين تشرين الثاني 2008 وكانون الثاني 2009.

## المسابقات
ممر الإطارات، حائط اللكمات، الكرات المقذوفة، السير على الأجسام المتحركة، القفز على الترامبولين والعاب أخرى تتواجد العاب أخرى ي منطقة «الوايب أوت زون» هي منزلق عبور اسطوانات واسعة، دوران لعبة كرة الدبوس للرجال، الزحف على الصخور مع تلقي لكمات قفازية عشوائية تنطلق من حائط وتحاول أن تسقطهم في الطين، الكرات مرنة فوق الماء، الدفع بأعمدة في المياه.

## طريقة اللعب
يتنافس 24 مشترك وهم من مختلف الدول العربية في كل حلقة على الصمود، فيما يتناقص أعدادهم مع استبعاد الخاسرين في كل مرحلة، ليصل إلى النهاية المشترك الأكثر صلابة وأكثرهم تصميماً إلى الجزء الأخير الذي يطلق عليه اسم «الوايب أوت زون»، حيث يعرف الفائز بالحلقة.
تقسم مسابقات البرنامجالذي تنظم في الهواء الطلق، إلى أربع مراحل كبيرة، وتضم كل مرحلة من مراحل مسابقات متنوعة وغنية بالألعاب الرياضية المائية التي تتطلّب الشجاعة، المثابرة والقوة، وتتّخذ شكل حواجز وعقبات لإعاقة المتسابقين، والحيلولة دون نجاحهم في تجاوز مراحل البرنامح.
وإلى النهاية يبقى فقط أربعة متسابقين يدخلون منطقة «الوايب آوت زون» الحاسمة والمليئة بالألعاب الصعبة والقاسية والمشترك الذي يسجل أفضل زمن في إنهاء المرحلة يفوز بالـ100.000 ريال سعودي.

## وصلات خارجية
- وايب أوت على موقع IMDb (الإنجليزية)
- وايب أوت على موقع روتن توميتوز (الإنجليزية)
- وايب أوت على موقع كينوبويسك (الروسية)
- وايب أوت على موقع قاعدة بيانات الفيلم (الإنجليزية)
- صفحة البرنامج على موقع الام بي سي 1